# Domain Name Registrar
Ein Domain Name Registrar (oder kurz Domain-Registrar) ist eine Organisation beziehungsweise ein Unternehmen, das die Registrierung von Internet-Domains als Dienstleistung anbietet.
Der Registrar fungiert als Vermittler der Dienstleistungen einer Registry, die eine Top-Level-Domain betreibt, und tritt als alleiniger Vertragspartner für den Endkunden (Registrant) auf. Insbesondere übernimmt der Registrar auch die Abrechnung der Kosten für eine Domain. Der Registrar wird je nach Top-Level-Domain von der Internet Corporation for Assigned Names and Numbers (ICANN) oder einer Domain Name Registry akkreditiert. Gelegentlich betreibt eine Registry auch selbst einen Registrar, meist in Form einer Tochtergesellschaft wie zum Beispiel SWITCH oder CORE. Zumeist handelt es sich bei einem Registrar aber um einen Internetdienstanbieter, der auch andere Dienstleistungen wie etwa Webhosting im Paket mit Domains vertreibt.